# Гровантры

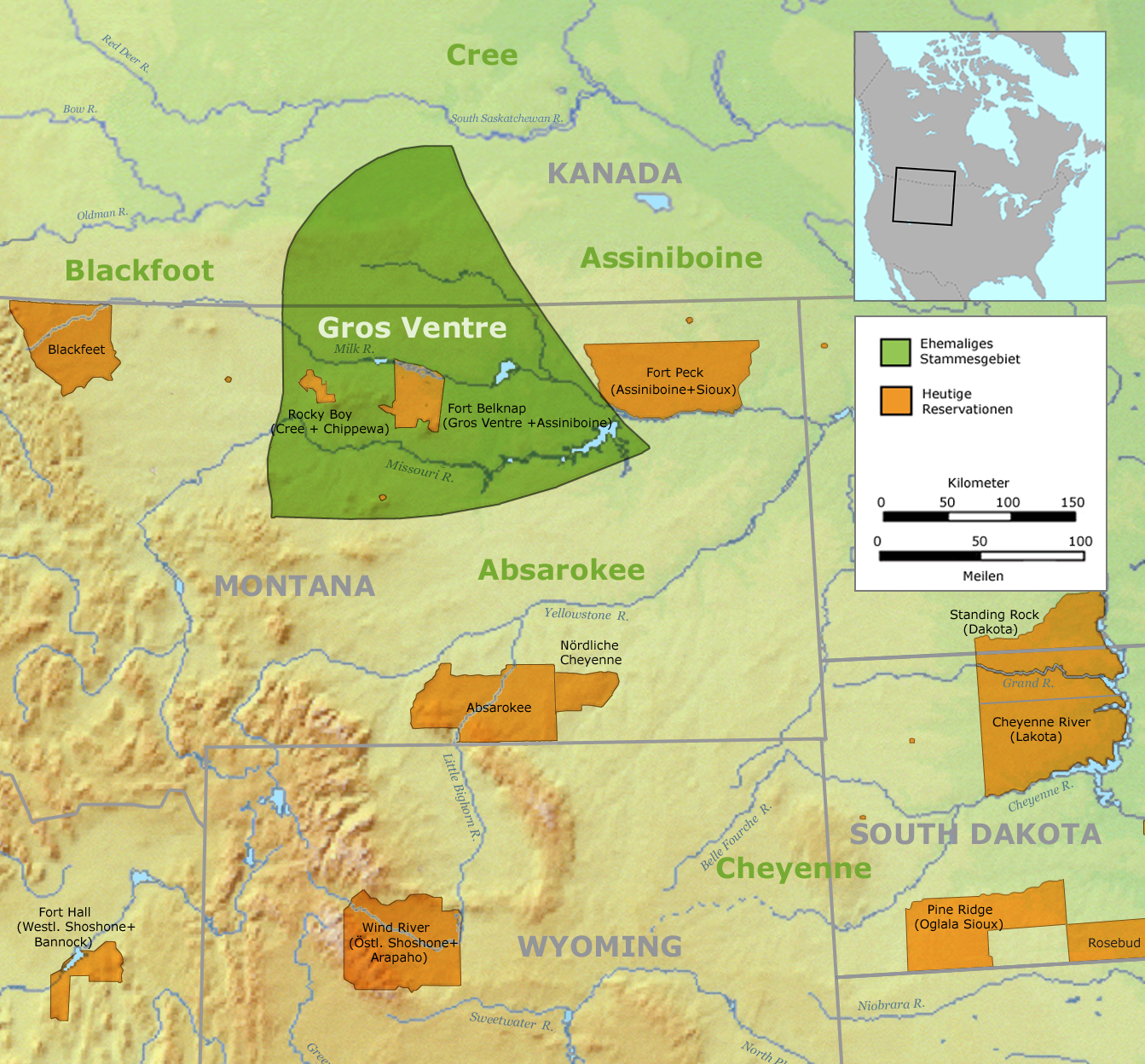
Область расселения гровантров в XIX веке выделена зелёным цветом, оранжевым — в настоящее время.

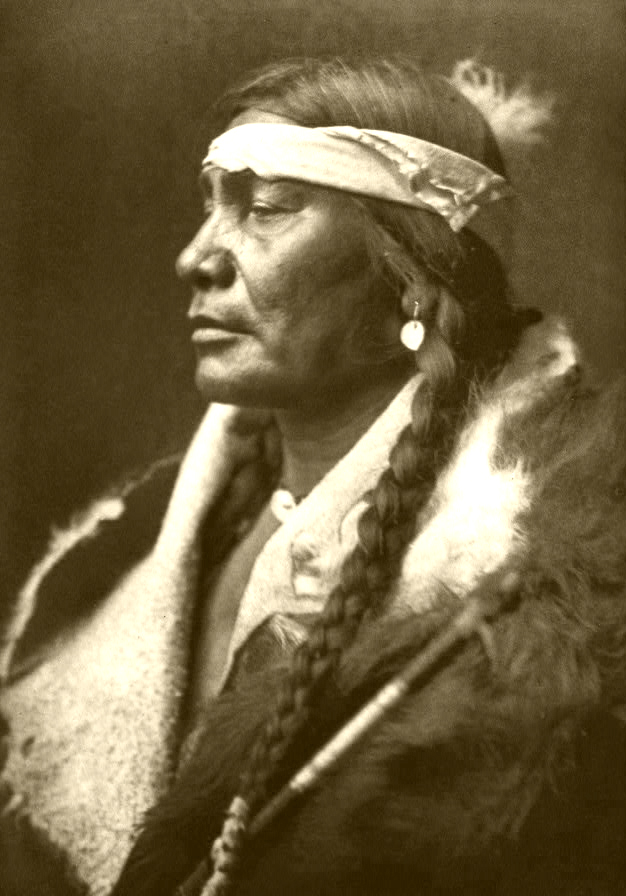
Индеец из резервации Форт-Белкнап непонятной племенной принадлежности: ассинибойн или гровантр. Фотограф Эдвард Кёртис.

Грова́нтры, ацина (фр. Gros Ventres — букв. «большебрюхие»), также известные, хитуньена, самоназвание A’ani или A’aninin — племя индейцев, проживающих в северной части штата Монтана в резервации Форт-Белнап.

## Название
Название «большебрюхие» возникло из-за непонимания французами языка жестов данного племени. Также известны под названием атсина — слово из языка блэкфут, означающее «люди кишок». Наконец, племя арапахо, называло их Hitunena, «попрошайки». Все указанные названия члены данного племени воспринимают как неверные и унизительные.
Самоназвание племени гровантров звучит как A’ani или A’aninin, что означает «люди белой глины».

## История расселения
Арапахо и аанинин (гровантры) ранее составляли одно крупное племя, делившееся на несколько общин, и обитавшее в долине Красной реки на севере штата Миннесота и на юге Канады. Племена разделились предположительно в конце XVII - в начале XVIII веков. Арапахо мигрировали на юго-запад, первоначально на Миссури, тогда как ааниин на запад, в южную часть современной канадской провинции Саскачеван. Языки этих племён схожи, фактически имеют лишь диалектные различия.
Ко времени первого контакта с европейцами в 1754 г. племя ааниин (гровантры) проживало в Канадских прериях близ реки Саскачеван. В результате длительной вражды с племенами кри и ассинибойнов они были вынуждены мигрировать из Канады в первой половине XIX века, поскольку к тому времени кри стали покупать огнестрельное оружие у Компании Гудзонова Залива. В отместку гровантры около 1793 г. атаковали и сожгли факторию компании в Саут-Брэнч-Хаусе на реке Южный Саскачеван близ современного города Сент-Луис. Мигрировав на юг, гровантры заключили союз с черноногими и усвоили культуру Великих равнин, включая езду на лошадях, использование огнестрельного оружия, миграцию за стадами бизонов. Гровантры отказались получить плату по договору вместе со своими давними врагами сиу, в связи с чем правительство США основало Форт-Белнап в 1878 г. близ современного города Чинук в штате Монтана. В 1888 г. черноногие, ассинибойны и гровантры вынуждены были уступить большую часть своих земель. Два последних племени, несмотря на их историческую вражду, поселили в резервацию агентства Форт-Белнап на севере штата Монтана, где они совместно проживают и сегодня.
К 1904 г. насчитывалось всего 535 членов племени. Нынешняя численность составляет 3,6 тыс. человек (вместе с метисами).

## Разное
- Для UNIX-подобных ОС, в т. ч. Linux и Android разработана атсинская раскладка клавиатуры.
- translation of xkeyboard-config-1.9.ru.po to Russian - Атсинская раскладка клавиатуры на translationproject.org
- Атсинская раскладка клавиатуры на dieletztedomain.de